# Herman Dahl
Herman Dahl (Kristiansand, 24 de novembre de 1993) és un ciclista noruec, professional des del 2015 i actualment a l'equip Team Sparebanken Sør.

## Palmarès
- 2017
  - 1r al Baltic Chain Tour i vencedor de 2 etapes
- 2018
  - 1r al Gran Premi Horsens
  - Vencedor d'una etapa al Tour de Bretanya
- 2019
  - Vencedor d'una etapa a la Volta a Rodes